# Sea Empress
Die Sea Empress war ein 1993 in Spanien fertiggestellter Ein-Hüllen-Tanker, der 1996 an der Küste von Südwest-Wales havarierte und eine ausgedehnte schwere Ölverschmutzung verursachte.

## Hergang des Unglücks
Am 15. Februar 1996 war die mit 130.018 t Rohöl voll beladene Sea Empress, über den Ärmelkanal vom Nordsee-Ölterminal Hound Point im Firth of Forth kommend, auf dem Weg zum Raffineriestandort Milford Haven in Wales. Um 20.07 Uhr westeuropäischer Zeit lief das Schiff aufgrund eines Fehlers des Lotsen unmittelbar vor der Hafeneinfahrt, der Mündung der Daugleddau, südlich von Dale auf Felsen. Dabei wurde der Rumpf auf fast ganzer Länge aufgerissen, drei der 14 Ladungstanks sowie die beiden leeren Steuerbord-Ballasttanks und der Pumpenraum wurden beschädigt. Das Schiff kam mit 18° Schlagseite und überspültem Vorschiff auf der gegenüberliegenden Seite des Fahrwassers auf Grund zum Stillstand. In der Nacht konnte ohne Pumpen durch teilweises Fluten der Backbord-Ballasttanks mit Wasser aus den Steuerbordtanks die Schlagseite auf 10° reduziert und das Schiff wieder freigeschleppt werden. Der erhöhte Tiefgang hätte ein Leichtern erfordert, um das Schiff weiter in den Hafen zu bringen. Am Nachmittag des 16. Februar wurde dazu begonnen, den fünf Meter hoch gefluteten Pumpenraum mit mobilen Pumpen zu leeren. Wegen einer beginnenden Verschlechterung des Wetters wurde das Schiff am Nachmittag des 17. Februar bei Hochwasser mit dem Bug seewärts gedreht, da das schwere Wetter so leichter abgewettert werden konnte und das Leichtern weiter möglich gewesen wäre. Bei diesem Manöver wurde das Schiff gleichzeitig seewärts versetzt, so dass es ohne Wissen der an der Bergung Beteiligten, einschließlich des noch vor Ort befindlichen Lotsen, im Bereich einer starken quer zur Fahrrinne verlaufenden Gezeitenströmung lag. Bei Einsetzen der Ebbe konnten die Schlepper das Schiff nicht mehr halten und es lief gegen 18 Uhr wieder auf Grund.

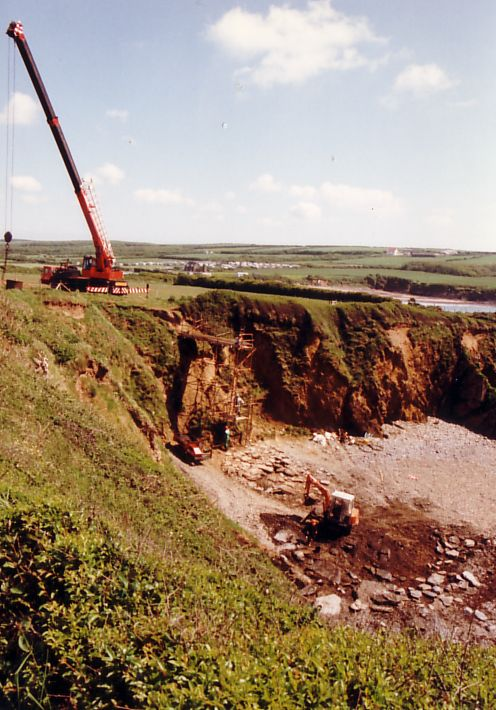
Reinigung eines schwer zugänglichen Strandes nahe dem Unfallort, West Angle Bay

In der Folge scheiterten in teilweise stürmischem Wetter zahlreiche Schleppversuche mit einer zunehmenden Anzahl von Schleppern. Die Sea Empress lief mehrfach auf beiden Seiten der Fahrrinne auf Grund, wobei weitere Tanks beschädigt und die vorhandenen Beschädigungen vergrößert wurden. So konnte der Pumpenraum zuletzt nicht mehr geleert werden, was ein Leichtern auf See endgültig verhinderte. Erst mit zwölf Schleppern gelang es am 21. Februar, das Schiff, dessen Tanks zuvor teilweise mit Druckluft bzw. Inertgas unter Inkaufnahme weiterer Ölfreisetzung leergedrückt wurden, zur ungenutzten Landungsbrücke von Herbrandston in den Hafen zu schleppen, wo es bis zum 2. März endgültig geleichtert wurde. Am 27. März wurde der Tanker zur Reparatur in ein Trockendock nach Belfast geschleppt.
Aus dem Havaristen waren 71.800 t Rohöl ausgelaufen. Außerdem verlor das Schiff 480 t Schweröl. Durch den Tidenstrom wurden die Freisetzungen weit in den Naturhafen hinein sowie an der Küste entlang transportiert. Zur Ölbekämpfung wurden in großem Umfang Dispergatoren eingesetzt. Die umliegende Küste wurde dennoch auf 200 km Länge, überwiegend im Pembrokeshire-Coast-Nationalpark gelegen, durch geschätzt 3.000 bis 5.000 t Öl erheblich verschmutzt. Am stärksten betroffen war das Innere des Naturhafens bis zur Cleddau Bridge oberhalb von Pembroke Dock und die ostwärts gelegene Seeküste bis zu den Pendine Sands östlich von Pendine in der Carmarthen Bay. Aber auch westwärts bis zur Insel Skomer und etwas in die St. Brides Bay hinein traten Verschmutzungen auf.